# Greater Hudson
La Greater Hudson è un'autovettura prodotta dalla Hudson nel 1929.

## Storia

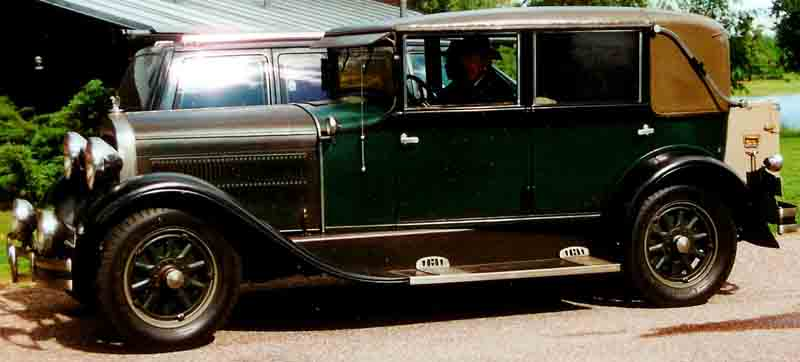
Una Greater Hudson landaulet

Il modello, che è stato prodotto solo nel 1929, era un'evoluzione della Hudson Super Six, uscita di produzione l'anno precedente. Fu scelto questo nome per evidenziare quei progressi tecnologici e di styling che caratterizzavano la vettura.
La Greater Hudson era disponibile in due versioni di telaio. La prima, la Serie R, aveva un passo di 3.112 mm, mentre la seconda, che era denominata Serie L, aveva invece un interasse 3.531 mm. Rispetto alla Super Six, la Greater Hudson era dotata di un parabrezza più grande, con caratteristiche "di sicurezza" e con montanti più sottili. La Serie R era offerta con carrozzeria a due e quattro porte, mentre la Serie L, che era quella più lunga, era disponibile solo con corpo vettura a quattro porte.
Il motore installato era un sei cilindri in linea da 4.728 cm³ di cilindrata avente un alesaggio di 88,9 mm e una corsa di 127 mm. Questo propulsore erogava 92 CV di potenza. La frizione era monodisco a umido, mentre il cambio era a tre rapporti. La trazione era posteriore.
Nel model year 1930, la Greater Hudson fu sostituita dalla Hudson Greater Eight, che era caratterizzata da un motore ad otto cilindri. La Hudson offrì di nuovo un modello con propulsore a sei cilindri solo nel 1933.